# 新幾內亞跳鼠屬
新幾內亞跳鼠屬（学名：Lorentzimys）为哺乳綱、囓齒目、鼠科的一屬哺乳动物。而與新幾內亞跳鼠屬（新幾內亞跳鼠）同科的動物尚有小齒鼠屬、非洲潭鼠屬（潭鼠）、剛毛鼠屬（黃腹剛毛鼠）、塘鼠屬（塘鼠）等之數種哺乳動物。

## 下属物种
本属包括以下物种：
- 新幾內亞跳鼠 Lorentzimys nouhuysi Jentink, 1911